# Mercurialis
Mercurialis là một chi thực vật có hoa trong họ Đại kích

## Loài
- Mercurialis annua
- Mercurialis canariensis
- Mercurialis corsica
- Mercurialis elliptica
- Mercurialis huetii
- Mercurialis leiocarpa
- Mercurialis × longifolia (M. annua × M. tomentosa)
- Mercurialis ovata
- Mercurialis × paxii (M. ovata × M. perennis)
- Mercurialis perennis
- Mercurialis reverchonii
- Mercurialis tomentosa

## Hình ảnh

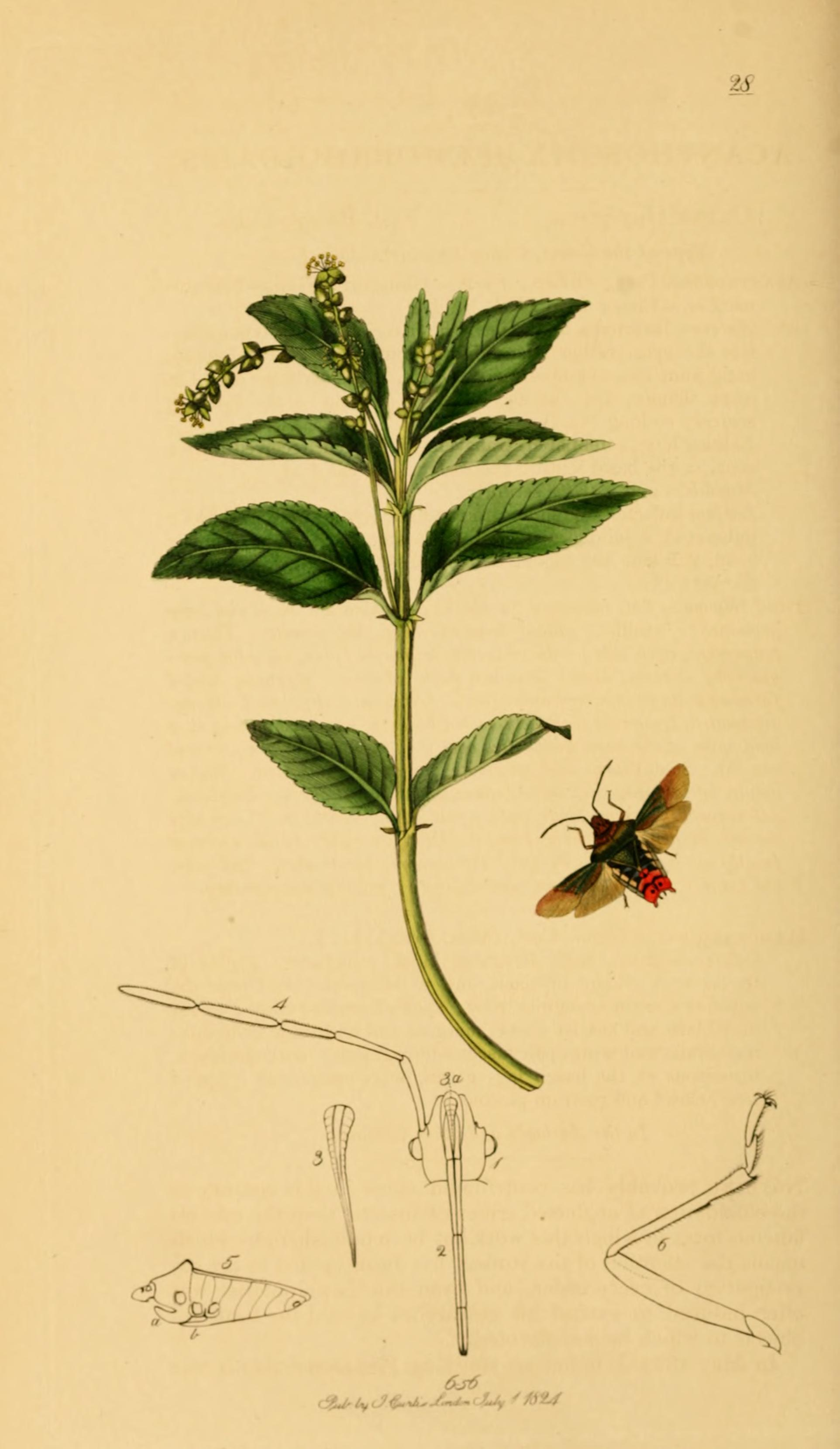
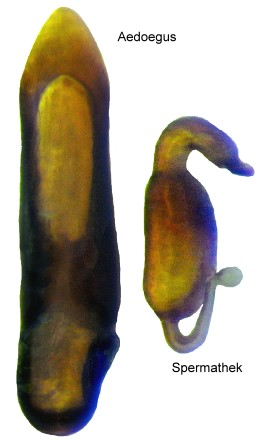
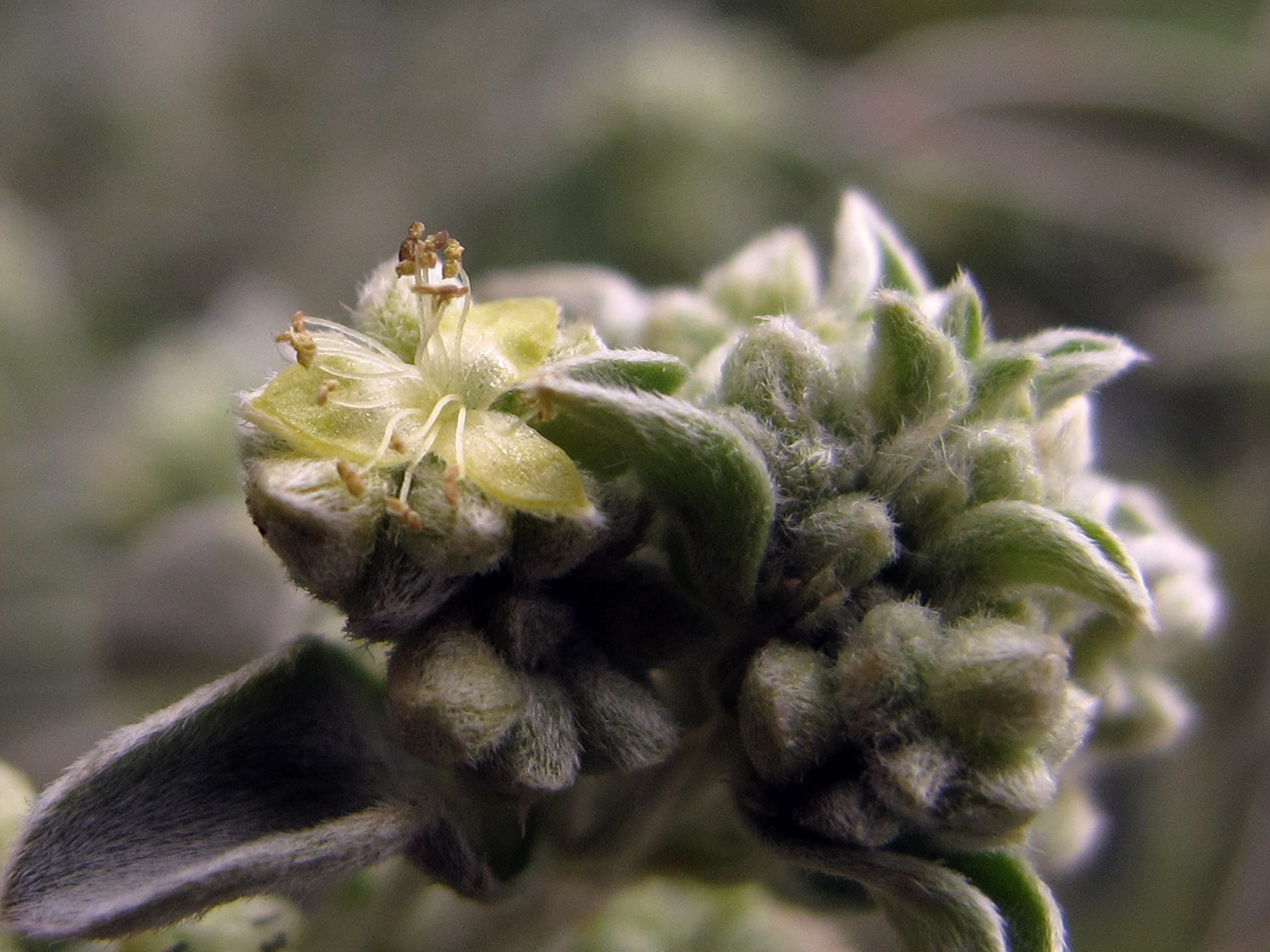
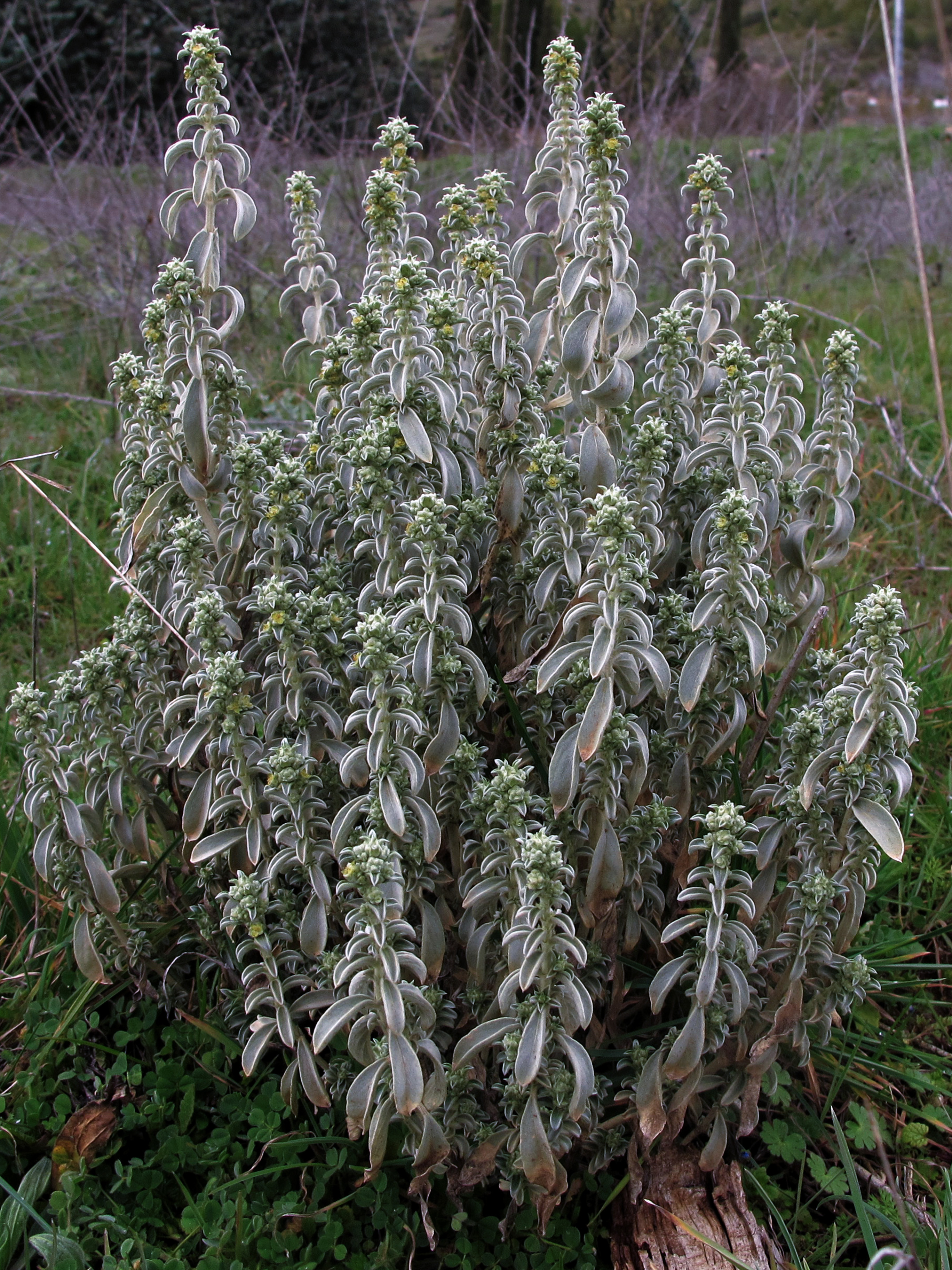